# Vittel
Vittel és un municipi francès, situat al departament dels Vosges i a la regió del Gran Est